# Axyronotus cantralli
Axyronotus cantralli är en insektsart som beskrevs av Vitaly Michailovitsh Dirsh och J.B. Mason 1979. Axyronotus cantralli ingår i släktet Axyronotus och familjen Xyronotidae. Inga underarter finns listade i Catalogue of Life.